# はじまりのボーイミーツガール
はじまりのボーイミーツガール（はじまりのぼーいみーつがーる 原題：Le coeur en braille）は2016年製作のフランス映画。日本公開は 2017年12月16日。

## 概説
『赤ちゃんに乾杯!』の俳優のミシェル・ブジュナーが監督を務めた、思春期の少年・少女の恋を描いたラブストーリー。落ちこぼれの少年が優等生の少女に恋をし、その少女のために奮闘する物語である。ズリーン国際映画祭2017観客賞受賞、ドバイ国際映画祭2016観客賞受賞。

## あらすじ
12歳のヴィクトルが、同じクラスの憧れのマリーは優等生で高嶺の花的存在でイケメンの男の子すら相手にしない。落ちこぼれのヴィクトルはただ眺めるしか無かったが、ある時憧れのマリーが声掛けて来て有頂天になるヴィクトルだったが、彼女には実はとんでもない秘密があったが･･･。

## スタッフ
- 監督・脚本：ミシェル・ブジュナー
- 脚本：アルフレッド・ロット（フランス語版）
- 原作：パスカル・ルテール
- 撮影：ヴィンセント・ヴァン・ゲルダー
- 音楽：フィリップ・ジャッコ

## キャスト
- アリックス・ヴァイヨ
- ジャン＝スタン・デュ・パック（フランス語版）
- シャルル・ベルリング
- パスカル・エルベ（フランス語版）
- アントワーヌ・コルサン
- フローレンス・ゲラン（フランス語版）
- ノア・レヴィ